# Kate Lester
Kate Lester (12 de junio de 1857 – 12 de octubre de 1924) fue una actriz teatral y cinematográfica británica, activa en los años del cine mudo. 

## Biografía
Nacida en Shouldham Thorpe, Inglaterra, su verdadero nombre era Sarah Cody. Su familia era muy conocida desde hacía unos quinientos años, y uno de sus antepasados, Sir William Butts, fue médico de Enrique VIII de Inglaterra. Lester se crio en Nueva York, educándose en las escuelas más exclusivas. Tras finalizar la escuela, estudió arte dramático, aprendiendo bajo la batuta de Dion Boucicault, un afamado instructor.
Lester fue una belleza del teatro a finales del siglo XIX. Fue como una gran dama cuando hizo su debut teatral en Nueva York, interpretando a Lady Silverdale en Partners, en sustitución de una actriz que había enfermado antes del estreno. A lo largo de su carrera teatral, Lester tuvo la oportunidad de actuar con intérpretes como Richard Mansfield, John Drew, Jr., William Henry Crane, Mrs. Fiske, Robert B. Mantell, Henrietta Crosman, Julia Marlowe, Margaret Anglin y James J Corbett.
Sus primeras actuaciones en el cine mudo datan de 1916. En la pantalla interpretó a menudo papeles maternos, y destacó por sus papeles emocionales. Además, al encanecer de modo prematuro, empezó también a desarrollar personajes de gran dama. Las últimas películas de Lester fueron estrenadas en 1925.
Kate Lester falleció en 1924, a los 67 años de edad, en Hollywood, California, tras ocurrir una explosión en su camerino en Universal Studios. Probablemente el accidente fue debido a una fuga de una estufa de gas, que provocó una explosión en el vestidor de la estancia cuando la actriz intentó encenderla. Fue trasladada al Hospital Hollywood, donde falleció a causa de las quemaduras sufridas en el pelo, el rostro, manos y tronco.

## Selección de su filmografía
- A Coney Island Princess (1916)
- The Fortunes of Fifi (1917)
- To-Day (1917)
- Betsy Ross (1917)
- Mujercitas (1918)
- The Paliser Case (1920)
- Earthbound (1920)
- Simple Souls (1920)
- Rose o' the Sea (1922)
- Quincy Adams Sawyer (1922)
- Nuestra Señora de París (1923)
- Black Oxen (1923)
- Beau Brummel (1924)
- Wife of the Centaur (1924)